# ケイ・ジョンソン
ケイ・ジョンソン（Kay Johnson、1904年11月29日 - 1975年11月17日）は、アメリカ合衆国の女優。

## 出演作品
- ミスター・ラッキー
- 激闘
- 暁の討伐隊
- うるさき人々
- 痴人の愛
- 狂乱のアメリカ
- マダム・サタン
- ビリー・ザ・キッド
- 掠奪者